# 70745 Aleserpieri
70745 Aleserpieri este un asteroid din centura principală de asteroizi.

## Descriere
70745 Aleserpieri este un asteroid din centura principală de asteroizi. A fost descoperit pe 9 noiembrie 1999 la Pianoro de Vittorio Goretti. Asteroidul prezintă o orbită caracterizată de o semiaxă mare de 2,58 ua, o excentricitate de 0,06 și o înclinație de 10,4° în raport cu ecliptica.